# Świątynia Prozerpiny
Świątynia Prozerpiny (malt. Tempju ta' Proserpina, ang. Temple of Proserpina, Temple of Proserpine) – była to rzymska świątynia w Mtarfie na Malcie, miejscu, które pierwotnie było przedmieściem poza murami starożytnej Melite. Świątynia była poświęcona Prozerpinie, bogini podziemia i odnowienia. Data jej budowy jest nieznana, lecz była ona odrestaurowana w I wieku p.n.e. lub n.e. Ruiny świątyni zostały odkryte w roku 1613, i większość jej marmurowych bloków została później użyta do dekorowania różnych budynków, w tym Auberge d'Italie oraz Castellanii w Valletcie. Jedynie kilka fragmentów przetrwało do dzisiaj.

## Historia i architektura
Jedynym epigraficznym dowodem na istnienie świątyni jest inskrypcja Chrestiona, odkryta w ruinach w roku 1613. Mówi ona, że świątynia była już stara i za panowania cesarza Oktawiana Augusta w I wieku p.n.e. lub n.e. została odnowiona przez Chrestiona, prokuratora wysp maltańskich. Inskrypcja ta jest najwcześniejszym znanym łacińskim tekstem znalezionym na Malcie. Głosi on:

CHRESTION AVG. L PROC

INSVLARVM MELIT. ET GAVL

COLVMNAS CVM FASTIDIIS

ET PARIETIBVS TEMPLI DEÆ

PROSERPINÆ VETVSTATE

RVINAM IMMINIENTIBVS

................... RES

TITVIT SIMVL ET PILAM

INAVRAVIT.

(co znaczy: Chrestion, wyzwoleniec Augusta, prokurator wysp Melite i Gaulos, naprawił kolumny wraz z dachem i ścianami świątyni bogini Prozerpiny, która z biegiem lat groziła upadkiem, [...] on również pozłocił filar.)

Świątynia wybudowana została z marmuru, miała kolumny w stylu korynckim.

## Odnalezienie pozostałości i destrukcja

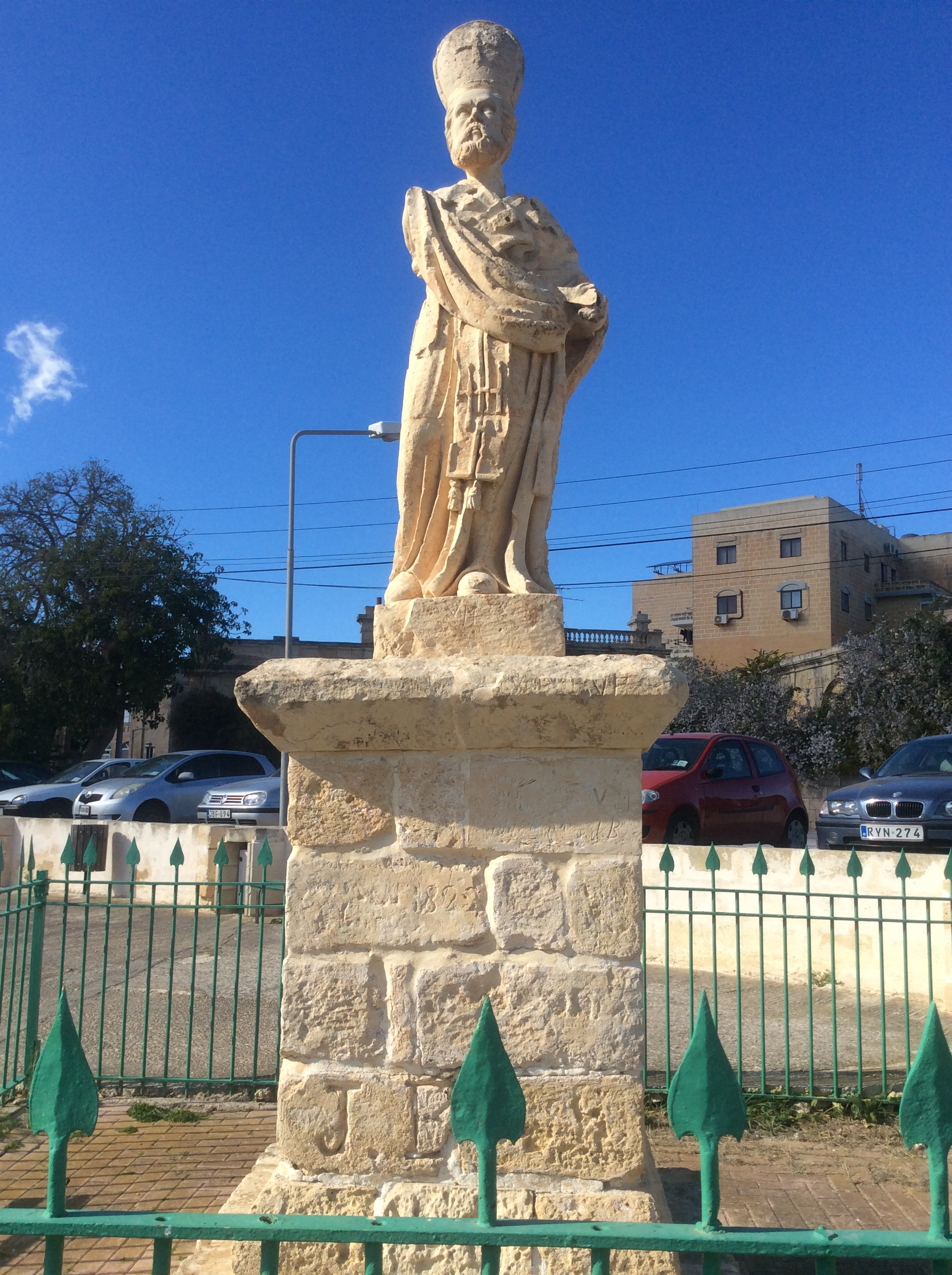
Statua św. Mikołaja stoi dziś na miejscu świątyni.

Ostatecznie na miejscu świątyni zbudowana została kaplica dedykowana św. Mikołajowi. W roku 1613, podczas kopania dołu na fundamenty statuy świętego obok kaplicy, znaleziono wiele dużych bloków marmuru ze świątyni, a także filarów, gzymsów, kapiteli oraz rzeźbionych płyt, w tym inskrypcję Chrestiona. Wymieniona kaplica już nie istnieje, jedyną jej pozostałością jest statua św. Mikołaja, stojąca na miejscu świątyni.
Odnalezienie świątyni zostało zanotowane przez Giovanniego Abelę w jego książce z roku 1647 Della Descrizione di Malta Isola nel Mare Siciliano con le sue Antichità, ed Altre Notizie.
W następnych stuleciach większość pozostałości świątyni użytych zostało przy budowie nowych budynków. W latach 80. XVII wieku marmurowe bloki wykorzystano do wykonania z nich ozdobnej tarczy herbowej Gregorio Carafy ponad głównym wejściem do Auberge d'Italie w Valletcie. Fasada Castellanii, zbudowanej w późnych latach 50. XVIII wieku, również zawiera marmury zabrane z ruin świątyni Prozerpiny.
Świątynia była w XIX wieku bardzo często odwiedzanym miejscem przez prawie wszystkich archeologów na wyspach. W swojej A hand book, or guide, for strangers visiting Malta z roku 1839, Thomas MacGill wspomina, że "żadne ślady [świątyni] nie pozostały ponad ziemią", lecz kilka jej fragmentów można znaleźć w National Library of Malta w Valletcie.
Archeolog Antonio Annetto Caruana oglądał w roku 1882 miejsce, gdzie stała świątynia, i nie znalazł żadnych jej śladów poza kilkoma otworami, wykutymi w skalnym podłożu. Zanotował, że pewna ilość głowic kolumn, filarów i gzymsów została złożona na placu przed katedrą w Mdinie, a inne pozostałości można znaleźć w prywatnej kolekcji Sant Fourniera.
Dziś zachowanych jest jedynie kilka fragmentów ze świątyni. Jest to karbowany marmurowy słup kolumny oraz część gzymsu. Z oryginalnej inskrypcji Chrestiona przetrwało jedynie kilka potłuczonych fragmentów.